# Louay Chanko
Louay Chanko (* 29. November 1979) ist ein schwedischer ehemaliger Fußballspieler syrisch-aramäischer Abstammung. Der Mittelfeldspieler stand sowohl für die schwedische als auch die syrische Nationalmannschaft auf dem Fußballfeld. Nach dem Karriereende arbeitete er zeitweise als Trainer.

## Sportlicher Werdegang

### Spielerkarriere

#### Jugendjahre
Chanko begann mit dem Fußballspielen bei Södertälje FF, ehe der Mittelfeldspieler über die Nachwuchsabteilung von Syrianska FC in die Jugendmannschaft von Assyriska FF wechselte. Dort spielte „Lolo“ ab Januar 1998 anderthalb Jahre und kehrte anschließend im Sommer 1999 zu Syrianska FC zurück. Als 19-Jähriger spielte er mit der Männermannschaft des Klubs in der viertklassigen Division 3 und konnte am Ende der Spielzeit den Aufstieg in die dritte Liga feiern. Nach einer weiteren Spielzeit in der Division 2 Östra Svealand wurde er von den Verantwortlichen des Erstligisten Djurgårdens IF entdeckt und wechselte wie einst Sharbel Touma, ebenso ein Talent von Syrianska, zu „DIF“.

#### Profidebüt und erste Erfolge
Bei seinem neuen Arbeitgeber feierte Chanko direkt am ersten Spieltag der Spielzeit 2001 sein Profidebüt, als er beim 0:0-Unentschieden gegen Trelleborgs FF in der 57. Spielminute für Mikael Dorsin eingewechselt wurde. Im Laufe der Spielzeit pendelte er zwischen Startelf und Reservebank, wobei er den Großteil seiner 20 Einsätze in der Allsvenskan als Einwechselspieler bestritt. Am Ende der Saison wurde er an der Seite von Andreas Isaksson, Abgar Barsom und Stefan Rehn mit einem Punkt Rückstand auf Hammarby IF schwedischer Vizemeister. Nachdem die Mannschaft zur folgenden Spielzeit mit Kim Källström und im Sommer noch zusätzlich Johan Elmander verstärkt wurde, wurde 2002 die Liga dominiert und mit sechs Punkten Vorsprung auf Malmö FF der Lennart-Johansson-Pokal als schwedischer Meister errungen. Zudem spielte sich die Mannschaft ins Finale um den Svenska Cupen, wo am 9. November 2002 der Erzrivale AIK Gegner war. Als Einwechselspieler in der 68. Spielminute für Samuel Wowoah auf das Feld gekommen, schoss Chanko in der Verlängerung nach 99 Spielminuten seine Farben per Golden Goal zum Double. Trotz der Titelgewinne entschied sich Chanko, den Verein zu verlassen, da er sich unter Trainer Sören Åkeby in seinen zwei Jahren beim Verein nicht dauerhaft als Stammspieler etablieren konnte.

#### Zweite Meisterschaft
Chanko wechselte innerhalb Schwedens zum Ligarivalen Malmö FF. Beim Klub aus Schonen erhielt er die Rückennummer „10“ und konnte sich direkt bei seinem Debüt für MFF in die Torschützenliste eintragen, als er im Auftaktmatch der Spielzeit 2003, einem 2:0-Erfolg über Örebro SK, den ersten Treffer des Spiels markierte. Nachdem er sich im folgenden Spiel verletzte und kurzzeitig pausieren musste, verlor er zunächst seinen Platz in der Startelf. Erst gegen Ende Juli des Jahres setzte ihn Trainer Tom Prahl wieder in die Stammformation. Bis zum Saisonende stand er in den meisten Spielen in der Startaufstellung und kam letztlich in elf seiner insgesamt 21 Saisonspiele in der Anfangsformation zum Einsatz.
In der folgenden Spielzeit saß er am ersten Spieltag beim 0:0-Unentschieden gegen Hammarby IF zunächst nur auf der Bank, ehe er für Andreas Yngvesson eingewechselt wurde. Für die nächsten Spiele qualifizierte er sich für die Anfangsformation und nach jeweils 5:1-Erfolgen über Örebro SK bzw. bei IF Elfsborg hatte er sich endgültig in der Mannschaft um Jon Inge Høiland, Afonso Alves, Patrik Andersson und Tobias Grahn etabliert und kam in allen 26 Partien zum Einsatz. Zwar blieb er selbst im Saisonverlauf ohne eigenen Torerfolg, mit sieben Torvorlagen trug er dennoch zum 15. Meistertitel des südschwedischen Fußballvereins bei. Nach einem weiteren halben Jahr in der Allsvenskan verließ er unter umstrittenen Umständen im August 2005 MFF in Richtung Südeuropa: Er absolvierte bereits Trainingseinheiten beim griechischen Erstligisten AEK Athen, ohne das sein bisheriger Verein davon unterrichtet worden war.

#### Auslandserfahrung und Rückkehr nach Schweden
Chanko unterschrieb letztendlich einen Vertrag bei AEK Athen. Bei seinem neuen Verein wurde er im defensiven Mittelfeld eingesetzt, obwohl er bei seinen schwedischen Profistationen als offensiver Mittelfeldspieler oder sogar als hängende Spitze eingesetzt worden war. Sein Engagement in Griechenland war in der Folge auch nicht von Erfolg gekrönt, einzig mit einem sehenswerten Treffer aus 35 Metern Torentfernung im Lokalderby mit Panathinaikos Athen sorgte er für Aufmerksamkeit.
Nach nur einer Spielzeit kehrte Chanko daher im Sommer 2006 nach Schweden zurück und ging zu Hammarby IF. Dort unterschrieb er einen Kontrakt mit vier Jahren Laufzeit. Am 14. Spieltag, dem 12. August 2006, gab er sein Debüt in der Allsvenskan für den neuen Verein. Bei der 0:1-Heimniederlage gegen Örgryte IS durch ein Tor von Ailton Almeida kurz vor Spielende wurde er in der 66. Spielminute für Pablo Piñones-Arce eingewechselt. Bis zum Saisonende konnte er sich nicht dauerhaft in der Startelf festsetzen.
In seinen ersten kompletten Spielzeit in Schweden seit der Rückkehr von seinem Intermezzo in Griechenland schaffte Chanko den Sprung in die Stammelf und stand bei allen seiner 24 Saisoneinsätze bei Anpfiff auf dem Spielfeld. An der Seite von Sebastián Eguren, Suleyman Sleyman und Erkan Zengin wurde jedoch mit einem sechsten Platz in der Liga ein europäischer Wettbewerb verpasst.

#### Zwei Nationalmannschaften in sechs Monaten
Durch seine gute Leistungen in der Spielzeit 2007 spielte sich Chanko in den Kreis der schwedischen Nationalmannschaft und wurde von Nationaltrainer Lars Lagerbäck für eine Amerikareise einer vornehmlich aus Spielern der nordeuropäischen Ligen bestehenden schwedischen Landesauswahl in den Kader berufen. Am 13. Januar 2008 kam er zu seinem Debüt im Jersey mit den schwedischen Landesfarben, als er beim 1:0-Erfolg über Costa Rica durch ein Tor von Samuel Holmén in der Startelf aufgestellt wurde. Er konnte sich jedoch nicht in der schwedischen Nationalmannschaft etablieren, dieser Einsatz in einem Freundschaftsspiel blieb das einzige Mal, dass er für Schweden auflief.
Chanko folgte daher trotz diverser Blessuren einer Anfrage des syrischen Verbandes, für Syrien spielen zu wollen und kam zunächst in einem inoffiziellen Spiel gegen einen syrischen Klub in der syrischen Nationalmannschaft zum Einsatz. Am 2. Juni des Jahres debütierte er offiziell im Nationaljersey der syrischen Auswahl, als man im Rahmen der Qualifikation zur Weltmeisterschaft 2010 auf Kuwait traf. Bei der 2:4-Niederlage wurde er in der 69. Minute eingewechselt. Weiterhin war er ebenfalls bei den nächsten Spielen, einer 0:2-Niederlage gegen den Iran und einen 3:1-Erfolg über Vereinigten Arabischen Emirate in der Startelf.
Parallel zu diesem Kuriosum – das Auflaufen für die Nationalmannschaften zweier unterschiedlicher Nationen in kürzester Zeit – konnte Chanko sich bei seinem Klub in der Stammformation behaupten. In der Folge meldeten im Sommer 2008 diverse europäische Verein wie Rosenborg BK, der FC Getafe oder Dynamo Moskau Interesse an einer Verpflichtung des Mittelfeldspielers an. Chanko blieb jedoch in Schweden und erreichte mit seiner Mannschaft den neunten Tabellenrang. Erneute Anfragen nach Ende der Spielzeit 2008 aus Belgien, der Niederlande und der Türkei lehnte er ab. Bis zur Sommerpause im folgenden Jahr hielt er seinen Stammplatz und erzielte in zwölf Spielen ein Tor.

#### Wechsel nach Dänemark und Rückkehr nach Schweden
Am 10. Juni 2009 gab Aalborg BK die Verpflichtung Chankos bekannt, der bei seinem neuen Arbeitgeber die Rückennummer „6“ erhielt. Hier traf er auf Trainer Magnus Pehrsson, mit dem er Anfang des Jahrzehnts bei Djurgårdens IF das Double aus Meisterschaft und Pokal in Schweden geholt hatte. An der Seite von Rasmus Würtz, Anders Due, Andreas Johansson und Kjetil Wæhler spielte er sich auf Anhieb in die Stammformation.
Im Frühjahr 2012 kehrte Chanko zu seinem Jugendverein Syrianska FC zurück, mit dem er am Ende der Spielzeit 2013 aus der höchsten Spielklasse abstieg. Anfang 2015 verlängerte er seinen Vertrag um zwei Spielzeiten und verließ den Klub nach Vertragsende am Ende der Zweitligasaison 2016, in der erst in der Relegation gegen Vasalunds IF der Klassenerhalt gelungen war. Ende März 2017 fand er mit dem Drittligisten Västerås SK einen neuen Verein. Für den Klub lief er nur bis zur Sommerpause auf und beendete anschließend die aktive Laufbahn, um als Trainerassistent in die Türkei zu gehen.

### Trainertätigkeit
Chanko wechselte in den Trainerstab von Sergen Yalçın bei Eskişehirspor und blieb auch unter dessen Nachfolger Yücel İldiz Teil des Funktionsteams. Vor Beginn der Drittligasaison 2018 kehrte er im März 2018 nach Schweden zurück und übernahm das Traineramt beim Arameiska/Syrianska Botkyrka IF. Nach nur einem Saisonsieg aus den ersten sieben Saisonspielen wurde er in Folge einer 2:4-Heimniederlage gegen Team TG FF entlassen.

## Erfolge
- Schwedischer Meister: 2002, 2004
- Schwedischer Pokalsieger: 2002